# 9255 Inoutadataka
9255 Inoutadataka è un asteroide della fascia principale. Scoperto nel 1971, presenta un'orbita caratterizzata da un semiasse maggiore pari a 2,3870772 UA e da un'eccentricità di 0,0726306, inclinata di 9,59685° rispetto all'eclittica.
Il nome è in onore del cartografo giapponese Inō Tadataka.